# Zgromadzenie-UMP
Zgromadzenie na rzecz Kaledonii w Republice (fr. Rassemblement pour une Calédonie dans la République, Le Rassemblement-UMP) – konserwatywna partia polityczna na Nowej Kaledonii założona w 1977 przez Jacques'a Lafleura. Partia działa na rzecz zachowania dotychczasowego statusu archipelagu jako terytorium zamorskiego Francji. Partia stowarzyszona jest z francuską partią Unia na rzecz Ruchu Ludowego. 
W czasie wyborów do Kongresu w 2004 zdobyła 24,5% głosów, co dało jej 16 z 54 mandatów, tyle samo co innej profrancuskiej partii Wspólna Przyszłość.